# Garmak (Razavikhorasan)
Garmak (persiska: گرمک) är en ort i Iran.   Den ligger i provinsen Razavikhorasan, i den nordöstra delen av landet, 600 km öster om huvudstaden Teheran. Garmak ligger 2 008 meter över havet och antalet invånare är 211.
Terrängen runt Garmak är kuperad åt sydväst, men åt nordost är den bergig.Runt Garmak är det ganska glesbefolkat, med 29 invånare per kvadratkilometer. Närmaste större samhälle är Sheshtomad, 15,7 km nordost om Garmak. Omgivningarna runt Garmak är i huvudsak ett öppet busklandskap.